# Ústrašín
Ústrašín (en allemand : Austraschin) est une commune du district de Pelhřimov, dans la région de Vysočina, en République tchèque. Sa population s'élevait à 263 habitants en 2024.

## Géographie
Ústrašín se trouve à 6,7 km au sud-ouest de Pelhřimov, à 30,6 km à l'ouest de Jihlava et à 95 km au sud-est de Prague.
La commune est limitée par Nová Cerekev et Ondřejov au nord, par Libkova Voda à l'est et au sud-est, par Božejov au sud et par Střítež à l'ouest.

## Histoire
La première mention écrite de la localité date de 1352.

## Transports
Par la route, Ústrašín se trouve à 8,6 km de Pelhřimov, à 39 km de Jihlava et à 120 km de Prague.